# Свято-Духов монастырь (Вильнюс)
Виленский Свято-Духов монастырь (лит. Vilniaus Šventos Dvasios vienuolynas) — единственный мужской монастырь Виленской и Литовской епархии Русской православной церкви в городе Вильнюсе в Литве.
Главным монастырским храмом (кафоликоном) является собор Сошествия Святого Духа на апостолов.

## История
Свято-Троицкое братство ещё в 1588 году получило от константинопольского патриарха Иеремии II права ставропигии (что означало непосредственное подчинение константинопольскому патриарху, независимость от местной церковной власти и особые привилегии). Эти права перешли к Свято-Духову монастырю. Монастырский общежительный устав был принят в 1614 году. Первым настоятелем стал архимандрит Леонтий Карпович. Его преемником был архиепископ Полоцкий Мелетий Смотрицкий. В 1629—1633 годах наместником монастыря был Иосиф (Бобрикович), впоследствии епископ Мстиславский и Могилевский. При Свято-Духовом монастыре действовало братское училище — коллегия. Она состояла из пяти классов. В ней преподавались те же предметы, что и в виленской иезуитской академии. Первым ректором братского училища был первый настоятель Свято-Духова монастыря Леонтий Карпович. Здесь преподавал известный Кирилл Лукарис, ставший впоследствии константинопольским патриархом.

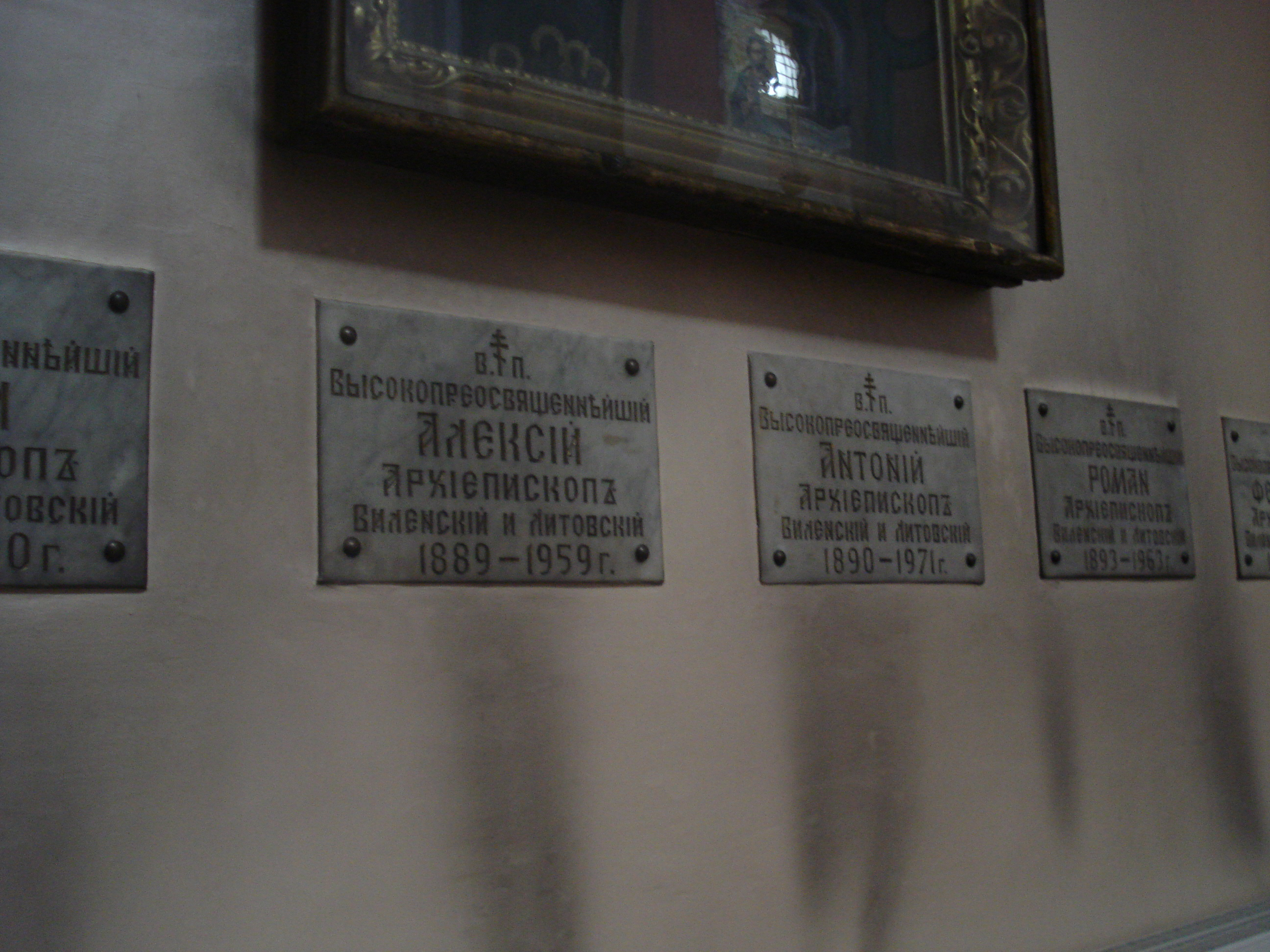
Плиты с именами архиепископов Виленских и Литовских, похороненных в церкви

Типография при монастыре прекратила деятельность в 1648 году. После пожара 1749 года, когда пострадали здания коллегии, прекратилась и деятельность учебного заведения.
Из стен Свято-Духова монастыря выходили православные епископы Литвы и Белоруссии, выдающиеся церковные деятели. После раздела Речи Посполитой Свято-Духов монастырь и храм перешли в ведение управляющих Минской епархии. В 1797 году Свято-Духов монастырь был возведён во второй класс. Стараниями архимандрита Иоиля Котовича монастырь в 1833 году был возведён в первоклассный с ежегодным финансированием из казны в 4176 рублей. После восстановления в 1840 году православной Виленской и Литовской епархии и переводом епископской резиденции в 1845 году в Вильну настоятелями монастыря становятся Виленские архипастыри; непосредственное руководство братией осуществляли их наместники. Первым таким настоятелем был архиепископ, затем митрополит Иосиф (Семашко) (похоронен в Свято-Духовской церкви). При Иосифе (Семашко) в обители жили пятеро монашествующих. При архимандрите Платоне (Городецком), в 1838—1839 годах служившем в Костроме, в монастыре поселилось несколько иноков костромских монастырей. В 1840 году насчитывалось пятнадцать человек, сейчас — двенадцать.
В 1960 году по решению местных властей был закрыт Виленский женский Марие-Магдалининский монастырь, а его постройки конфискованы. Игумения и 27 сестёр монастыря были размещены в одном из корпусов Свято-Духова монастыря.
В 2015 году сёстры Марие-Магдалининского монастыря были переведены в помещения, расположенные при храме святого Александра Невского в Вильнюсе.

## Настоятели
- архимандрит Леонтий (Карпович) (ок. 1609 — ?)
- архимандрит Мелетий (Смотрицкий)
- архимандрит Иосиф (Бобрикович) (1629—1633)
- архимандрит Амвросий (Юшкевич) (1731 — 10 июня 1734)
- архимандрит Иероним (Волчанский) (1734 — 2 октября 1741)
- архимандрит Сильвестр (Ляскоронский) (1741—1744)
- архимандрит Феофан (Леонтович-Дорумин) (1755 — 10 сентября 1757)
- архимандрит Авраамий (Флоринский) (1758—1762)
- Иакинф (Пелкинский) (15 июня 1766 — май 1787)
- архимандрит Варлаам (Шишацкий) (1787—1789)
- архимандрит Даниил (Натток-Михайловский) (1797 — 1 марта 1800)
- архимандрит Иоасаф[4]
- архимандрит Епифаний (Канивецкий) (1807 — 6 февраля 1808)
- архимандрит Тимофей (Самбикин) (14 марта 1808 — 10 февраля 1813)
- архимандрит Иоиль (Котович) (15 февраля 1813 — 29 октября 1830[5])
- архимандрит Платон (Рудинский) (упом. 1833 — 27 сентября 1838)
- архимандрит Платон (Городецкий) (28 апреля 1839 — 8 сентября 1843)

наместники
- архимандрит Евсевий (Ильинский) (27 июня 1845 — 4 декабря 1848)
- архимандрит Александр (Добрынин) (31 августа 1851 — 2 ноября 1860)
- Иосиф (Дроздов) (24 ноября 1860—1868)
- архимандрит Иоанн (? — 1870)
- Августин (Гуляницкий) (1870—1881)
- архимандрит Нестор (Фомин) (16 августа 1891 — 28 апреля 1895)
- архимандрит Павел (Поспелов) (10 сентября 1893—1895)
- архимандрит Серафим (Адамов) (12 июня 1909 — 11 февраля 1913)
- архимандрит Анемподист (Алексеев) (1913—1917)
- архимандрит Антоний (Марценко) (октябрь 1922 — 25 февраля 1923)
- архимандрит Филипп (Морозов) (? — 1925)
- протопресвитер Василий Виноградов (1942—1944)
- архимандрит Иона (Андрианов)
- архимандрит Сергий (Вощенко) (1949 — †6 января 1970)
- архимандрит Евстафий (Андрейчук) (1971—1977)
- архимандрит Никита (Якерович) (1985—1988)
- игумен Адриан (Ульянов) (1988—1990)
- архимандрит Никита (Якерович) (1990 (27-28 декабря 1993) — не позднее 2002)
- игумен Антоний (Гуринович)